# Salvador Lluch Claramunt
Salvador Lluch Claramunt (n. 1905) fue un político y sindicalista español.

## Biografía
Nacido en la localidad valenciana de Puzol en 1905, en su juventud trabajó para la Caja de Previsión Social de Valencia. Estuvo afiliado al Sindicato de Trabajadores de las Cajas de Previsión de la UGT y al PSOE. Tras el estallido de la Guerra civil pasó a formar parte del comisariado político del Ejército Popular de la República. Llegaría a ejercer como comisario político de la 58.ª Brigada Mixta. Tras el final de la contienda se exilió en Francia, donde formó parte de las estructuras del PSOE en el exilio.
En 1972, tras el XXV Congreso del PSOE, siguió al sector liderado Rodolfo Llopis y tras la escisión del partido se unió al Partido Socialista Obrero Español (Sector Histórico), en representación de las secciones socialistas de París y Caracas. Entre 1974 y 1976 fue vocal del Comité Nacional del PSOE (H).